# Colaciticus johnstoni
Colaciticus johnstoni är en fjärilsart som beskrevs av Dannatt 1904. Colaciticus johnstoni ingår i släktet Colaciticus och familjen Riodinidae. Inga underarter finns listade i Catalogue of Life.